# (5225) Loral
Pour les articles homonymes, voir Loral.
(5225) Loral est un astéroïde de la ceinture principale.

## Description
(5225) Loral est un astéroïde de la ceinture principale. Il fut découvert le 12 octobre 1983 à la station Anderson Mesa par Edward L. G. Bowell. Il présente une orbite caractérisée par un demi-grand axe de 3,08 UA, une excentricité de 0,19 et une inclinaison de 2,3° par rapport à l'écliptique.

## Compléments